# مبو مبينزا
مبو مبينزا (Mbo Mpenza) (ولد في 4 ديسمبر 1976، في كينشاسا، جمهورية الكونغو الديمقراطية) هو لاعب كرة قدم بلجيكي يلعب حالياً لصالح نادي آندرلخت. يشارك أيضاً ضمن التشكيلة الرئيسية لمنتخب بلجيكا لكرة القدم، وأحرز أول أهدافه في أغسطس 2005 أمام منتخب اليونان لكرة القدم في مباراة ودية. مبو هو الأخ الأكبر لإيميلي مبينزا لاعب نادي الريان القطري.

## مسيرته الكروية
لعب مبو مبينزا خلال مسيرته الاحترافية مع 6 أندية في سبعة عشر موسمًا وسجل خلالها 116 هدف ضمن 338 مباراة. حيث فاز في موسم واحد بالكأس وفي ثلاثة مواسم بالدوري.
خاض مبو مبينزا مسيرته مع نادي كورتريك في موسم 1993–94 واستمر معه طيلة ثلاثة مواسم، مشاركًا في 73 مباراة سجل خلالها 34 هدفًا. ثم انتقل إلى نادي موسكرون في موسم 1996–97 في المرة الأولى لمدة موسم واحد ثم في موسم 2001–02 واستمر معه طيلة ثلاثة مواسم، حيث شارك طوالها في 92 مباراة سجل خلالها 39 هدفًا. لينتقل بعدها إلى نادي ستاندارد لييج في موسم 1997–98 واستمر معه طيلة ثلاثة مواسم، مشاركًا في 52 مباراة سجل خلالها 20 هدف. ثم انتقل إلى نادي سبورتينغ لشبونة في موسم 1999–00 ولمدة موسمين، مشاركًا في 35 مباراة سجل خلالها 3 أهداف. هذا وانتقل لاحقًا إلى نادي رويال أندرلخت في موسم 2004–05 ليلعب معه أربعة مواسم، مشاركًا في 86 مباراة سجل خلالها 20 هدف. ثم انتقل بعدها إلى نادي لاريسا في موسم 2008–09 لمدة موسم واحد، لم يشارك في أي مباراة ولم يسجل أي هدف.

## روابط خارجية
- مبو مبينزا على موقع الاتحاد الدولي (مؤرشف)  (الإنجليزية)
- مبو مبينزا على موقع الاتحاد البلجيكي (الإنجليزية)
- مبو مبينزا على موقع قاعدة بيانات كرة القدم.إي يو (الإنجليزية)
- مبو مبينزا على موقع ناشيونال فوتبول تيمز (الإنجليزية)
- مبو مبينزا على موقع Soccerbase.com (لاعب) (الإنجليزية)
- مبو مبينزا على موقع Soccerway.com (الإنجليزية)
- مبو مبينزا على موقع عالم كرة القدم.نت (الإنجليزية)